# Rysslands herrlandslag i strandfotboll
Rysslands herrlandslag i strandfotboll representerar Ryssland i internationella strandfotbollstävlingar och kontrolleras av det ryska fotbollsförbundet, det styrande organet för fotboll i Ryssland. Lagets högsta prestationer är tre VM-segrar som erövrades 2011, 2013 och 2021.
I laget ingår bland annat Artur Paporotnyi och Miles Zemskov.